# Baependi
Baependi est une municipalité brésilienne de l'État du Minas Gerais, région Sul Minas, et la microrégion de São Lourenço. Partie de la Serra da Mantiqueira. 

## Personnalités
- Nha Chica (1810-1895), bienheureuse catholique
- Francisco Raposo Pereira Lima (1845-1905), compositeur et musicien, est né à Baependi.